# Эквтимишвили, Нана
На́на Эквтимишви́ли (груз. ნანა ექვთიმიშვილი, род. 9 июля 1978, Тбилиси) — грузинская писательница и режиссёр. В 2013 году она была выбрана в числе десяти самых перспективных европейских режиссёров (Varietyʼs Ten Directors to Watch) на 48-м кинофестивале в Карловых Варах. Её фильм «In Bloom» упоминался критиками как «зарождение новой грузинской волны» и получил награду от Международной конфедерации художественного кино (International Confederation of Art Cinema — CICAE Award).

## Биография
Нана Экквимишвили изучала философию в Тбилисском государственном университете имени Иване Джавахишвили; она также изучала сценарий и драматургию в Академии кино и телевидения (HFF) под руководством Конрада Вольфа в Потсдаме-Бабельсберге. Её рассказы впервые были опубликованы в 1999 году в грузинском литературном журнале «Arili».
После того как проза Экквимишвили стала известна, она переключилась на сценарии к фильмам, а в 2011 году — стала режиссёром своего первого короткометражный фильм «Deda / Waiting for Mum». В следующем, 2012, году — вместе с Саймоном Гросом (Simon Groß) — Нана Экквимишвили сняла свой первый художественный фильм «Grdzeli Nateli Dgeebi» (груз. გრძელი ნათელი დღეები), вышедший в международный прокат под англоязычным названием «In Bloom».
Премьера «In Bloom» состоялась на 63-м Берлинском международном кинофестивале в 2013 году: сам фильм упоминался критиками как «зарождение новой грузинской волны», а работа Экквимишвили получила награду от Международной конфедерации художественного кино (International Confederation of Art Cinema — CICAE Award). Фильм также получил многочисленные награды на других международных кинофестивалях: в том числе, в Гонконге (местные критики назвали его «весной грузинского кино» и присудили «Young Cinema Competition prize» на 37-м международном кинофестивале), Токио, Париже, Лос-Анджелесе, Милане (на Milano Film Festival работа получила приз зрительских симпатий) и Сараево. Он был также выбран в качестве кандидата на Оскар за 2014 год в категории «лучший фильм на иностранном языке» от Грузии. Международная федерация кинопрессы (International Federation of Film Critics, FIPRESCI) назвала фильм признаком возрождения грузинского кино.
В 2013 году Нана Эквтимишвили, вместе с Саймоном Гросом, была выбрана в числе десяти самых перспективных европейских режиссёров (Varietyʼs Ten Directors to Watch) на 48-м кинофестивале в Карловых Варах.
В 2015 году первый роман Наны Эквтимишвили, названный ею «Грушевая поляна» (груз. მსხლების მინდორი), был опубликован издательством Bakur Sulakauri Publishing в Грузии. В следующем, 2016, году произведение получило ряд наград: Saba Award — в категории «дебютный роман», Ilia University Literary Award — как лучший грузинский роман 2014—2015 годов, Litera Award — в категории «дебютный роман». В 2017 году был опубликован немецкий перевод «Грушевого поля» — книга вышла в издательстве Suhrkamp Publishing в Германии.
В 2017 году в прокат вышла новая совместная работа Наны Эквтимишвили и Саймона Гроса — драматический фильм «Моя счастливая семья». Он был показан в разделе «Драматический конкурс мирового кинематографа» американского кинофестиваля Sundance в том же году. Мировая премьера картины состоялась в рамках раздела «Форум» на 67-м Берлинском международном кинофестивале. На Международном кинофестивале в Софии, где фильм был показан в разделе международного конкурса, Нана Эквтимишвили и Саймон Гросс были награждены «за лучшую режиссуру».